# Christmas war
Christmas war is een lied van The Cats uit 1975.
Jaap Schilder schreef het lied samen met Karel Hille. Hille schreef in die tijd wel vaker songteksten, onder meer voor Unit Gloria van Robert Long en de tekst voor Waarheen, waarvoor van  Mieke Telkamp, maar werd vooral bekend als Story-journalist en tv-presentator.
Uitgevoerd in de typische palingsound met de leadzang voor Piet Veerman, is Christmas war geheel te typeren als gospelmuziek met het herhaaldelijk aanroepen van Jezus in het refrein. Hem wordt in de tekst gevraagd wat hij ervan vindt dat het vrede is tijdens het kerstfeest, terwijl de oorlog erna weer doorgaat.
Het verscheen in Nederland en België op de elpee We wish you a merry Christmas. Verder verschenen in de loop van de jaren enkele andere versies, zoals op Silent night, Night of glory en in 2004 op de geremasterde cd Christmas with The Cats. Ook is het te vinden in de cd-box Complete uit 2014.